# Dom „Gazety Olsztyńskiej”
Dom „Gazety Olsztyńskiej” – budynek z czerwonej cegły znajdujący się na Targu Rybnym (nr 1) na Starym Mieście w Olsztynie. Przed wojną nosił adres ul. Młyńska 2 (Mühlen-Straße, dziś nieistniejąca).
W latach 1920–1939 w budynku mieściła się redakcja i drukarnia „Gazety Olsztyńskiej” oraz księgarnia. W listopadzie 1939 budynek został zrównany z ziemią. Po zrekonstruowaniu i odbudowie, budynek został ponownie oddany do użytku 1 września 1989.
Obecnie, w budynku znajduje się oddział Muzeum Warmii i Mazur. W zasobach muzeum znajdują się zbiory i ekspozycje dotyczące przede wszystkim historii Olsztyna. Szczególnie wyeksponowane są treści związane z tradycją polskiej prasy na Warmii i Mazurach. Od frontu budynku znajduje się również księgarnia „aMBasador”.

## Przypisy

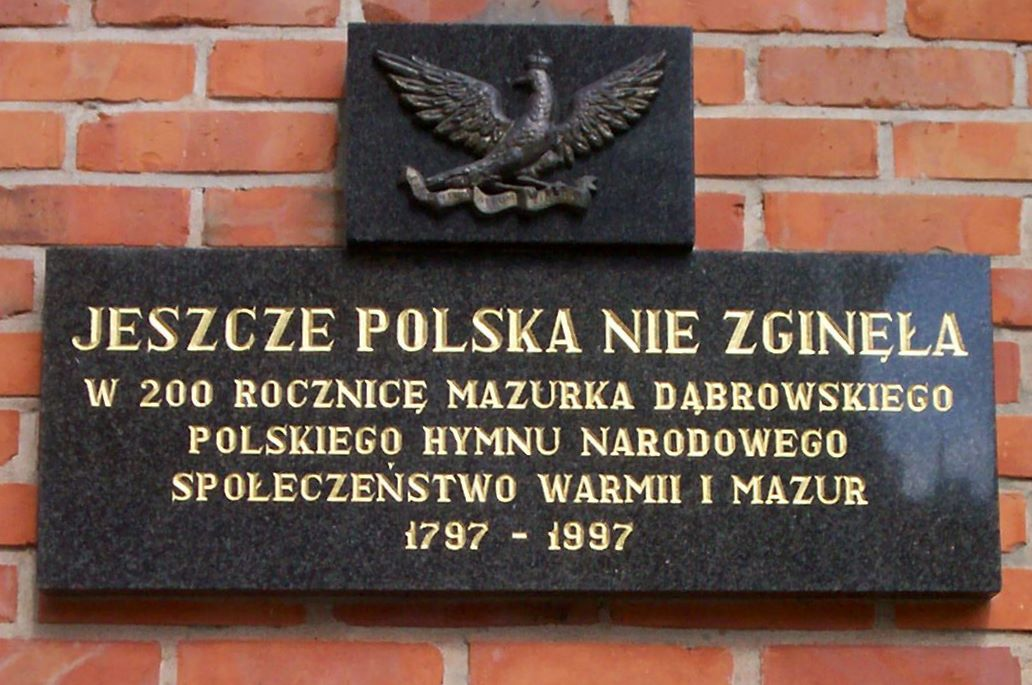
Tablica pamiątkowa na ścianie Domu Gazety Olsztyńskiej